# Jaime de Casanova
Pour les articles homonymes, voir  Casanova.
Jaime de Casanova (né vers 1435 à Xàtiva en Espagne, et mort à Rome le 4 juin 1504) est un cardinal espagnol du début du XVIe siècle.

## Biographie
Casanova est le protégé du futur pape Alexandre VI. Casanova est notamment protonotaire apostolique.
Le pape Alexandre VI le crée cardinal lors du consistoire du 31 mai 1503, et lui désigne le titre cardinalice de la basilique San Stefano Rotondo. Sa création est publiée le 2 juin 1503. 
En août 1503, il est présent aux messes papales pour le pape agonisant. le pape Alexandre Vi meurt le 18 août, et le jour suivant, son fils César Borgia envoie son lieutenant Micheletto Corella, à la tête d'un groupe armé, aux portes des appartements pontificaux, pour en exiger les clefs et réquisitionner les biens précieux et l'argent liquide laissés dans le coffre du pape défunt. Le cardinal Casanova, gardien des clefs, s'oppose à eux, déclarant les appartements pontificaux inviolables jusqu'à l'élection du pape successeur. Micheletto Corella dégaine alors un poignard et en menace dangereusement le cardinal. Choqué et terrorisé, le cardinal Casanova ne peut rien faire d'autre que de livrer les clefs.
Le cardinal Casanova participe aux deux conclaves de 1503 (élection des papes Pie III puis Jules II), mais y tient un rôle effacé à cause de sa faible santé. Il est enterré dans la basilique Santa Maria del Popolo.